# Saint-Denis-d'Augerons

Saint-Denis-d'Augerons este o comună în departamentul Eure, Franța. În 1 ianuarie 2022 avea o populație de 77 de locuitori.